# 산투스 아데미르
산투스 아데미르(일본어: 三渡洲 アデミール, 1968년 3월 28일 ~ )는 브라질에서 태어난 일본의 전 축구 선수이다.

## 구단 경력
1987년 일본 사커 리그의 야마하 발동기에 입단했다. 1988년에 일본 사커 리그 우승을 차지했다. 1992년 J1리그의 시미즈 에스펄스로 이적했다. 1996년후 현역 은퇴.